# Horodenka
Horodenka (ukrajinsky Городенка) je město rajónního významu v Ivanofrankivské oblasti na Ukrajině. Město je správním střediskem Horodenského rajónu. Leží v historické oblasti Pokutí.

## Historie
Město bylo do roku 1772 součástí Polska, po rozdělení Polska náleželo až do roku 1918 Rakousku (Haličsko-lodoměřské království – Königreich Galizien und Lodomerien). Po rozpadu Rakousko-Uherska připadlo Polsku, v důsledku paktu Ribbentrop–Molotov bylo v roce 1939 anektováno Sovětským svazem a stalo se součástí Ukrajinské SSR.
Ve městě žila početná židovská menšina, podle sčítání lidu z roku 1900 ve městě žilo 11 tisíc obyvatel, z nich 49% Rusínů, 39% Židů a 11% Poláků.

## Osobnosti
- Jakob Edelstein (1903–1944), jeden z předních členů Rady starších ghetta Terezín
- Salo Flohr (1908–1983), šachový velmistr
- Marie Ljalková (1920–2011), plukovnice, příslušnice 1. československého armádního sboru
- Bernard Meretyn, architekt německého původu
- Teofil Okunevskyj (1858–1937), ukrajinský politik
- Jan Jiří Pinsel, sochař a řezbář českého[2] nebo německého původu.